# Чемпионат мира по футболу среди женщин 2003
Чемпионат мира по футболу среди женщин 2003 года проходил в США с 20 сентября по 12 октября. Это был четвёртый крупнейший международный турнир по футболу для женщин. Первоначально его планировалось провести в Китае, но из-за эпидемии атипичной пневмонии его перенесли в США 3 мая 2003 по решению ФИФА.
Автоматически сборная США попала в финальный турнир как хозяйка чемпионата, в качестве компенсации сборная Китая также попала в финальную часть без прохождения отборочного турнира. Всего же в чемпионате приняло участие 16 сборных.
Чемпионом стала сборная Германии, выигравшая все 6 матчей турнира: 3 игры группового этапа и 3 игры плей-офф. Лучшим бомбардиром стала Биргит Принц с семью забитыми мячами. Сборная России преодолела групповой этап, но в четвертьфинале была разгромлена будущими чемпионками со счётом 7:1.

## Стадионы
|                                                                       |                                                                 |                                                               |
|                                                                       |                                                                 |                                                               |
| Хоум Дипо Сентер Расположение: Лос-Анджелес Вместимость: 27 000       | Коламбус Крю Стэдиум Расположение: Колумбус Вместимость: 23 000 | Джиллетт Стэдиум Расположение: Бостон Вместимость: 22 385     |
|                                                                       |                                                                 |                                                               |
| Линкольн Файненшел Филд Расположение: Филадельфия Вместимость: 68 500 | Пи-джи-и Парк Расположение: Портленд Вместимость: 27 700        | Ар-эф-кей Стэдиум Расположение: Вашингтон Вместимость: 55 000 |

## Участники
Полный список участников финальной части представлен ниже.
| - Зона Африки (КАФ) - Нигерия - Гана - Зона Азии (АФК) - КНДР - Китай - Республика Корея - Япония - Зона Южной Америки (КОНМЕБОЛ) - Бразилия - Аргентина | - Зона Европы (УЕФА) - Франция - Германия - Россия - Норвегия - Швеция - Зона Австралии и Океании (ОФК) - Австралия - Зона Северной и Центральной Америки (КОНКАКАФ) - Канада - США |

## Судьи
| Африка - Ксонам Агбуи - Дезире Перпетю - Бола Элизабет Абидойе - Флоренс Бьягуи Азия - Дун Цин Чжян - Хисае Йосизава - Им Ён Ю - Чой Со Чжин - Хон Кум Нё - Шу Мей Лю Северная и Центральная Америка - Соня Денонкур - Дениз Робинсон - Линда Брэмбл - Кари Сейц - Карали Саттон - Шэрон Уилер | Южная Америка - Флоренсия Романо - Алехандра Серкато - Сабрина Лоис - Суэли Тортура - Клейди Мари Рибейро - Марлей Силва Европа - Энди Реган - Катриина Еловирта - Эмилия Парвяйнен - Нелли Вьенно - Катажина Надольская - Кристина Ионеску - Ирина Мирт - Николь Петинья - Эльке Люти Австралия и Океания - Тамми Огстон - Эрли Кин - Жаклин Лелю |

## Составы команд
В состав каждой команды входило ровно 20 игроков. Перед турниром тренеры озвучили заявленные на чемпионат составы.

## Групповой этап

### Группа A
| Команда | О | И | В | Н | П | ГЗ | ГП | РГ  |
| ------- | - | - | - | - | - | -- | -- | --- |
| США     | 9 | 3 | 3 | 0 | 0 | 11 | 1  | +10 |
| Швеция  | 6 | 3 | 2 | 0 | 1 | 5  | 3  | +2  |
| КНДР    | 3 | 3 | 1 | 0 | 2 | 3  | 4  | −1  |
| Нигерия | 0 | 3 | 0 | 0 | 3 | 0  | 11 | −11 |

| Нигерия | 0:3     | КНДР                                  |
| ------- | ------- | ------------------------------------- |
|         | (Отчёт) | Чин Пёль Хви 13′, 88′ · Ри Ын Гён 73′ |

| США                               | 3:1     | Швеция       |
| --------------------------------- | ------- | ------------ |
| Лилли 27′ · Парлоу 36′ · Бокс 78′ | (Отчёт) | Свенссон 58′ |

| Швеция      | 1:0     | КНДР |
| ----------- | ------- | ---- |
| Свенссон 7′ | (Отчёт) |      |

| США                                                              | 5:0     | Нигерия |
| ---------------------------------------------------------------- | ------- | ------- |
| Хэмм 6′ (пен.), 12′ · Парлоу 47′ · Уомбак 65′ · Фауди 89′ (пен.) | (Отчёт) |         |

| Швеция                         | 3:0     | Нигерия |
| ------------------------------ | ------- | ------- |
| Юнгберг 56′, 79′ · Мострём 81′ | (Отчёт) |         |

| КНДР | 0:3     | США                                 |
| ---- | ------- | ----------------------------------- |
|      | (Отчёт) | Уомбак 17′ (пен.) · Реддик 48′, 66′ |

### Группа B
| Команда          | О | И | В | Н | П | ГЗ | ГП | РГ  |
| ---------------- | - | - | - | - | - | -- | -- | --- |
| Бразилия         | 7 | 3 | 2 | 1 | 0 | 8  | 2  | +6  |
| Норвегия         | 6 | 3 | 2 | 0 | 1 | 10 | 5  | +5  |
| Франция          | 4 | 3 | 1 | 1 | 1 | 2  | 3  | −1  |
| Республика Корея | 0 | 3 | 0 | 0 | 3 | 1  | 11 | −10 |

| Норвегия                | 2:0     | Франция |
| ----------------------- | ------- | ------- |
| Рапп 47′ · Меллгрен 66′ | (Отчёт) |         |

| Бразилия                         | 3:0     | Республика Корея |
| -------------------------------- | ------- | ---------------- |
| Марта 14′ (пен.) · Катя 55′, 62′ | (Отчёт) |                  |

| Норвегия      | 1:4     | Бразилия                                        |
| ------------- | ------- | ----------------------------------------------- |
| Петтерсен 45′ | (Отчёт) | Даниэла 26′ · Розана 37′ · Марта 59′ · Катя 68′ |

| Франция   | 1:0     | Республика Корея |
| --------- | ------- | ---------------- |
| Пишон 84′ | (Отчёт) |                  |

| Республика Корея | 1:7     | Норвегия                                                                           |
| ---------------- | ------- | ---------------------------------------------------------------------------------- |
| Чин Хи Ким 75′   | (Отчёт) | Гулбрандсен 5′ · Меллгрен 24′, 31′ · Петтерсен 40′ · Сандауне 52′ · Эрмен 80′, 90′ |

| Франция     | 1:1     | Бразилия |
| ----------- | ------- | -------- |
| Пишон 90+2′ | (Отчёт) | Катя 58′ |

### Группа C
| Команда   | О | И | В | Н | П | ГЗ | ГП | РГ  |
| --------- | - | - | - | - | - | -- | -- | --- |
| Германия  | 9 | 3 | 3 | 0 | 0 | 13 | 2  | +11 |
| Канада    | 6 | 3 | 2 | 0 | 1 | 7  | 5  | +2  |
| Япония    | 3 | 3 | 1 | 0 | 2 | 7  | 6  | +1  |
| Аргентина | 0 | 3 | 0 | 0 | 3 | 1  | 15 | −14 |

| Германия                                                         | 4:1     | Канада     |
| ---------------------------------------------------------------- | ------- | ---------- |
| Вигманн 37′ (пен.) · Готтшлих 47′ · Принц 75′ · Гарефрекес 90+2′ | (Отчёт) | Синклер 4′ |

| Япония                                            | 6:0     | Аргентина |
| ------------------------------------------------- | ------- | --------- |
| Сава 13′, 38′ · Ямамото 64′ · Отани 72′, 75′, 80′ | (Отчёт) |           |

| Германия                     | 3:0     | Япония |
| ---------------------------- | ------- | ------ |
| Миннерт 23′ · Принц 36′, 66′ | (Отчёт) |        |

| Канада                     | 3:0     | Аргентина |
| -------------------------- | ------- | --------- |
| Хупер 19′ · Лэтем 79′, 82′ | (Отчёт) |           |

| Канада                             | 3:1     | Япония   |
| ---------------------------------- | ------- | -------- |
| Лэтем 36′ · Синклер 49′ · Ланг 72′ | (Отчёт) | Сава 20′ |

| Аргентина  | 1:6     | Германия                                                              |
| ---------- | ------- | --------------------------------------------------------------------- |
| Гайтан 71′ | (Отчёт) | Майнерт 3′, 43′ · Вигманн 24′ · Принц 32′ · Полерс 89′ · Мюллер 90+2′ |

### Группа D
| Команда   | О | И | В | Н | П | ГЗ | ГП | РГ |
| --------- | - | - | - | - | - | -- | -- | -- |
| Китай     | 7 | 3 | 2 | 1 | 0 | 3  | 1  | +2 |
| Россия    | 6 | 3 | 2 | 0 | 1 | 5  | 2  | +3 |
| Гана      | 3 | 3 | 1 | 0 | 2 | 2  | 5  | −3 |
| Австралия | 1 | 3 | 0 | 1 | 2 | 3  | 5  | −2 |

| Австралия      | 1:2     | Россия                         |
| -------------- | ------- | ------------------------------ |
| Голебёвски 38′ | (Отчёт) | Алагич 39′ (авт.) · Фомина 89′ |

| Китай         | 1:0     | Гана |
| ------------- | ------- | ---- |
| Сунь Вэнь 29′ | (Отчёт) |      |

| Гана | 0:3     | Россия                                    |
| ---- | ------- | ----------------------------------------- |
|      | (Отчёт) | Саенко 36′ · Барбашина 54′ · Летюшова 80′ |

| Китай       | 1:1     | Австралия   |
| ----------- | ------- | ----------- |
| Бай Цзы 46′ | (Отчёт) | Гэрриок 28′ |

| Гана           | 2:1     | Австралия   |
| -------------- | ------- | ----------- |
| Сакей 34′, 39′ | (Отчёт) | Гэрриок 61′ |

| Китай       | 1:0     | Россия |
| ----------- | ------- | ------ |
| Бай Цзы 16′ | (Отчёт) |        |

## Плей-офф

### Четвертьфиналы
| США        | 1:0     | Норвегия |
| ---------- | ------- | -------- |
| Уомбак 24′ | (Отчёт) |          |

| Бразилия         | 1:2     | Швеция                       |
| ---------------- | ------- | ---------------------------- |
| Марта 44′ (пен.) | (Отчёт) | Свенссон 23′ · Андерссон 53′ |

| Германия                                                                        | 7:1     | Россия             |
| ------------------------------------------------------------------------------- | ------- | ------------------ |
| Мюллер 25′ · Миннерт 57′ · Вундерлих 60′ · Гарефрекес 62′, 85′ · Принц 80′, 89′ | (Отчёт) | Елена Данилова 70′ |

| Китай | 0:1     | Канада   |
| ----- | ------- | -------- |
|       | (Отчёт) | Хупер 7′ |

### Полуфиналы
| США | 0:3     | Германия                                     |
| --- | ------- | -------------------------------------------- |
|     | (Отчёт) | Гарефрекес 15′ · Майнерт 90+1′ · Принц 90+3′ |

| Швеция                   | 2:1     | Канада   |
| ------------------------ | ------- | -------- |
| Мострём 79′ · Эквист 86′ | (Отчёт) | Ланг 64′ |

### Матч за 3-е место
| США                                 | 3:1     | Канада      |
| ----------------------------------- | ------- | ----------- |
| Лилли 22′ · Бокс 51′ · Милбретт 80′ | (Отчёт) | Синклер 38′ |

### Финал
| Германия                 | 2:1 (доп. вр.) | Швеция      |
| ------------------------ | -------------- | ----------- |
| Майнерт 46′ · Кюнцер 98' | (Отчёт)        | Юнгберг 41′ |

## Бомбардиры
7 голов
- Биргит Принц

4 гола
- Керстин Гарефрекес
- Марен Майнерт
- Катя

3 гола
- Марта
- Кристин Лэтем
- Кристин Синклер
- Мио Отани
- Хомарэ Сава
- Дагни Меллгрен
- Ханна Юнгберг
- Виктория Свенссон
- Эбби Уомбак

2 гола
- Хизер Гэрриок
- Чермейн Хупер
- Кара Ланг
- Бай Цзы
- Маринетт Пишон
- Сандра Миннерт
- Мартина Мюллер
- Беттина Вигманн
- Альберта Сакей
- Чин Пёль Хви
- Линда Эрмен
- Марианне Петтерсен
- Малин Мострём
- Шэннон Бокс
- Миа Хэмм
- Кристин Лилли
- Синди Парлоу
- Кэт Реддик

1 гол
- Янина Гайтан
- Келли Голебёвски
- Даниэла
- Розана
- Сунь Вэнь
- Штефани Готтшлих
- Ниа Кюнцер
- Конни Полерс
- Пиа Вундерлих
- Эми Ямамото
- Ри Ын Гён
- Сулвейг Гулбрандсен
- Анита Рапп
- Брит Сандауне
- Наталья Барбашина
- Елена Данилова
- Елена Фомина
- Ольга Летюшова
- Марина Саенко
- Чин Хи Ким
- Малин Андерссон
- Юсефин Эквист
- Джули Фауди
- Тиффени Милбретт

1 гол в свои ворота
- Дианн Алагич (против России)

## Чемпионки
| Германия, 1 место на Чемпионате Мира — 2003 | Германия, 1 место на Чемпионате Мира — 2003 | Германия, 1 место на Чемпионате Мира — 2003 | Германия, 1 место на Чемпионате Мира — 2003 | Германия, 1 место на Чемпионате Мира — 2003 | Германия, 1 место на Чемпионате Мира — 2003 | Германия, 1 место на Чемпионате Мира — 2003 | Германия, 1 место на Чемпионате Мира — 2003 | Германия, 1 место на Чемпионате Мира — 2003 | Германия, 1 место на Чемпионате Мира — 2003 | Германия, 1 место на Чемпионате Мира — 2003 | Германия, 1 место на Чемпионате Мира — 2003 | Германия, 1 место на Чемпионате Мира — 2003 | Германия, 1 место на Чемпионате Мира — 2003 | Германия, 1 место на Чемпионате Мира — 2003 |
| ------------------------------------------- | ------------------------------------------- | ------------------------------------------- | ------------------------------------------- | ------------------------------------------- | ------------------------------------------- | ------------------------------------------- | ------------------------------------------- | ------------------------------------------- | ------------------------------------------- | ------------------------------------------- | ------------------------------------------- | ------------------------------------------- | ------------------------------------------- | ------------------------------------------- |
| №                                           | П                                           | Игрок                                       | ДР                                          | Клуб                                        | Match 1                                     | Match 2                                     | Match 3                                     | Match 4                                     | Match 5                                     | Match 6                                     | Игр                                         | Минут                                       | Гол                                         | Предупреждён                                |
| №                                           | П                                           | Игрок                                       | ДР                                          | Клуб                                        | Канада 4:0                                  | Япония 3:1                                  | Аргентина 6:1                               | ¼ финала Россия 7:1                         | ½ финала США 3:0                            | финал Швеция 2:1                            | Игр                                         | Минут                                       | Гол                                         | Предупреждён                                |
| 1                                           | GK                                          | Роттенберг Сильке                           | 25.01.1972                                  | 2001 Дуйсбург (Дуйсбург)                    | 90                                          | 90                                          | 90                                          | 90                                          | 90                                          | 98                                          | 6                                           | 548                                         | (4)                                         | —                                           |
| 2                                           | DF                                          | Штегеман Керстин                            | 29.09.1977                                  | Зайке Райне (Райне)                         | 90                                          | 90                                          | 90                                          | 90                                          | 90                                          | 98                                          | 6                                           | 548                                         | —                                           | —                                           |
| 3                                           | DF                                          | Брезоник Линда                              | 07.12.1983                                  | 2001 Дуйсбург (Дуйсбург)                    | 90                                          | >18                                         | A                                           | A                                           | A                                           | A                                           | 2                                           | 108                                         | —                                           | 1                                           |
| 4                                           | DF                                          | Кюнцер, Ниа                                 | 18.01.1980                                  | Франкфурт (Франкфурт)                       | >25                                         | >12                                         | R                                           | >24                                         | R                                           | >10                                         | 4                                           | 71                                          | 1                                           | 1                                           |
| 5                                           | MF                                          | Джонс Штеффи                                | 22.12.1972                                  | Франкфурт (Франкфурт)                       | 90                                          | 90                                          | 62>                                         | A                                           | A                                           | A                                           | 3                                           | 242                                         | —                                           | —                                           |
| 6                                           | MF                                          | Лингор Ренате                               | 11.10.1975                                  | Франкфурт (Франкфурт)                       | 73>                                         | 90                                          | 90                                          | 82>                                         | 90                                          | 98                                          | 6                                           | 523                                         | —                                           | —                                           |
| 7                                           | MF                                          | Вундерлих Пиа                               | 26.01.1975                                  | Франкфурт (Франкфурт)                       | R                                           | R                                           | R                                           | >33                                         | 90                                          | 88>                                         | 3                                           | 211                                         | 1                                           | 1                                           |
| 8                                           | MF                                          | Смишек Сандра                               | 03.07.1977                                  | ФСВ Франкфурт (Франкфурт)                   | R                                           | >26                                         | R                                           | R                                           | R                                           | R                                           | 1                                           | 26                                          | —                                           | —                                           |
| 9                                           | FW                                          | Принц Биргит                                | 25.10.1977                                  | Франкфурт (Франкфурт)                       | 90                                          | 90                                          | 90                                          | 90                                          | 90                                          | 98                                          | 6                                           | 548                                         | 7                                           | —                                           |
| 10                                          | MF                                          | Вигманн Веттина                             | 07.10.1971                                  | Браувейлер (Пульхайм)                       | 90                                          | 78>                                         | 90                                          | 66>                                         | 90                                          | 98                                          | 6                                           | 512                                         | 2                                           | —                                           |
| 11                                          | FW                                          | Мюллер Мартина                              | 18.04.1980                                  | Бад Нойенар (Бад-Нойенар-Арвайлер)          | R                                           | R                                           | >44                                         | 57>                                         | R                                           | >22                                         | 4                                           | 123                                         | 2                                           | —                                           |
| 12                                          | DF                                          | Фусс Соня                                   | 05.11.1978                                  | Браувейлер (Пульхайм)                       | R                                           | R                                           | >28                                         | R                                           | R                                           | R                                           | 1                                           | 28                                          | —                                           | —                                           |
| 13                                          | MF                                          | Minnert Sandra                              | 07.04.1973                                  | Франкфурт (Франкфурт)                       | 90                                          | 90                                          | 90                                          | 90                                          | 90                                          | 98                                          | 6                                           | 548                                         | 2                                           | —                                           |
| 14                                          | FW                                          | Meinert Maren                               | 05.08.1973                                  | Бостон Брикерс (Бостон)                     | 90                                          | 90                                          | 90                                          | 90                                          | 90                                          | 98                                          | 6                                           | 548                                         | 4                                           | 1                                           |
| 15                                          | GK                                          | Ангерер Надин                               | 10.11.1978                                  | Турбине (Потсдам)                           | R                                           | R                                           | R                                           | R                                           | R                                           | R                                           | —                                           | —                                           | —                                           | —                                           |
| 16                                          | MF                                          | Одебрехт Виола                              | 11.02.1983                                  | Турбине (Потсдам)                           | R                                           | R                                           | R                                           | >8                                          | R                                           | R                                           | 1                                           | 8                                           | —                                           | —                                           |
| 17                                          | DF                                          | Хингст Ариане                               | 25.07.1979                                  | Турбине (Потсдам)                           | 65>                                         | 72>                                         | 90                                          | 90                                          | 90                                          | 98                                          | 6                                           | 505                                         | —                                           | —                                           |
| 18                                          | MF                                          | Гарефрекес Керстин                          | 04.09.1979                                  | Зайке Райне (Райне)                         | >17                                         | 90                                          | 46>                                         | 90                                          | 90                                          | 76>                                         | 6                                           | 409                                         | 4                                           | —                                           |
| 19                                          | DF                                          | Готшлих Стефани                             | 05.08.1978                                  | Вольфсбург (Вольфсбург)                     | 90                                          | 64>                                         | 46>                                         | 90                                          | 90                                          | 98                                          | 6                                           | 478                                         | 1                                           | —                                           |
| 20                                          | FW                                          | Полерс Конни                                | 06.11.1978                                  | Надежда (Ногинск)                           | R                                           | R                                           | >44                                         | R                                           | R                                           | R                                           | 1                                           | 44                                          | 1                                           | —                                           |